# Nester Sakalowski
Нестер (Néstor) S. Sakalowsky (9 de noviembre de 1902, s. Bеshki, Berozkovsky, Distrito de Dokshytsy — compositor bielorruso, maestro de coro, folclorista. Parte de la guerra germano-soviética.

## Biografía
En 1926-31 el actor y maestro de coro en el Tercer Teatro del Estado Bielorruso. Terminó la Universidad de música de Minsk (1931, la clase de Nikolai Ilich Aladov). De 1932 a 1935 estudió en la academia de música. De 1931 a 1937, fue el jefe aficionados de coros. Uno de los organizadores y maestro de coro (1937-41) del Conjunto de Bielorrusia, de la canción popular y el baile de Bielorrusia, de la filarmónica estatal. Desde 1944 el Jefe del departamento artístico de la Oficina de asuntos de artes de la comisaría del pueblo de la RSS de Bielorrusia, fue desde 1946 editor sénior de la editorial de la revista musical de Beldyarzhvydavetstva.

## Creatividad
Autor de la música del himno nacional de Bielorrusia (Letra compuesta por Mijaíl Klimkovich), compuso canciones para Yanka Kupala, Yakub Коlas, Pietrus. Browki, Adam Rusak, M. Маshаry, M. Charot, Alexander Yakimovich entre otros, instrumentos de miniaturas, vocales de las suites en las canciones populares bielorrusas. El más popular es el de la "Canción del niemen" (cantado por Anatol Аstreyka). Grabado y procesado más de 500 canciones (incluyendo "Oh tú, blanca Bierozanka", "Tú", "Чабарок", "¿por Qué cuco no prepare") y de instrumentos de melodías.
Cuentas y más de 500 canciones populares bielorrusas registradas (incluyendo "Oh, usted, byarozanka blanco", "Almohada", "Chabarok", "¿Por qué no cuco del cuco") y melodías.

## Memoria
Nombre N.F.Sokolovskogo otorgó Gomel College of Art.
Se dedicó un libro IG Nisnevich "Compositor Nestor Sokolovsky" (Mn., 1969). (Op., 1969).